# Beginenhof Hoogstraten

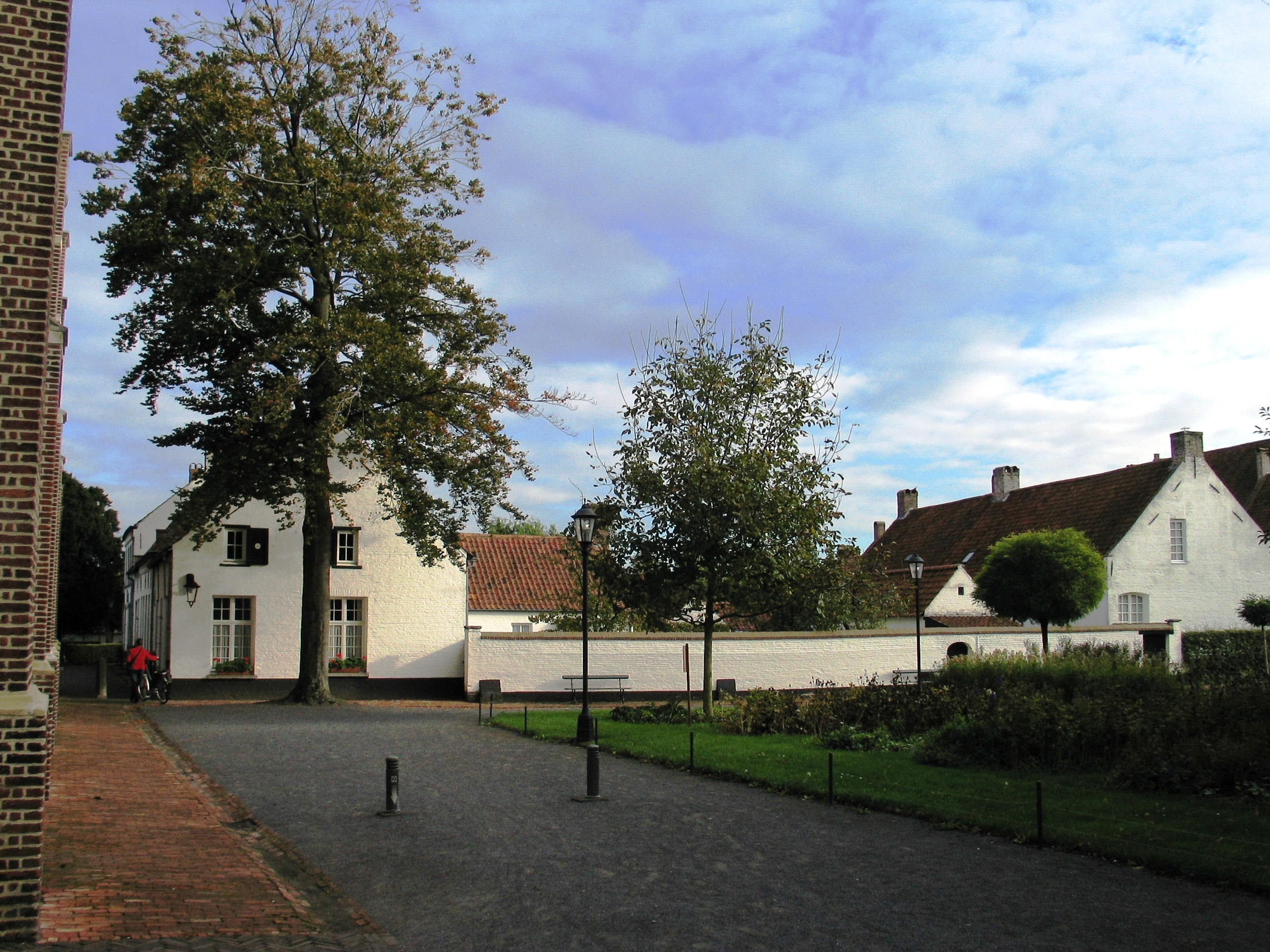
Beginenhof Hoogstraten

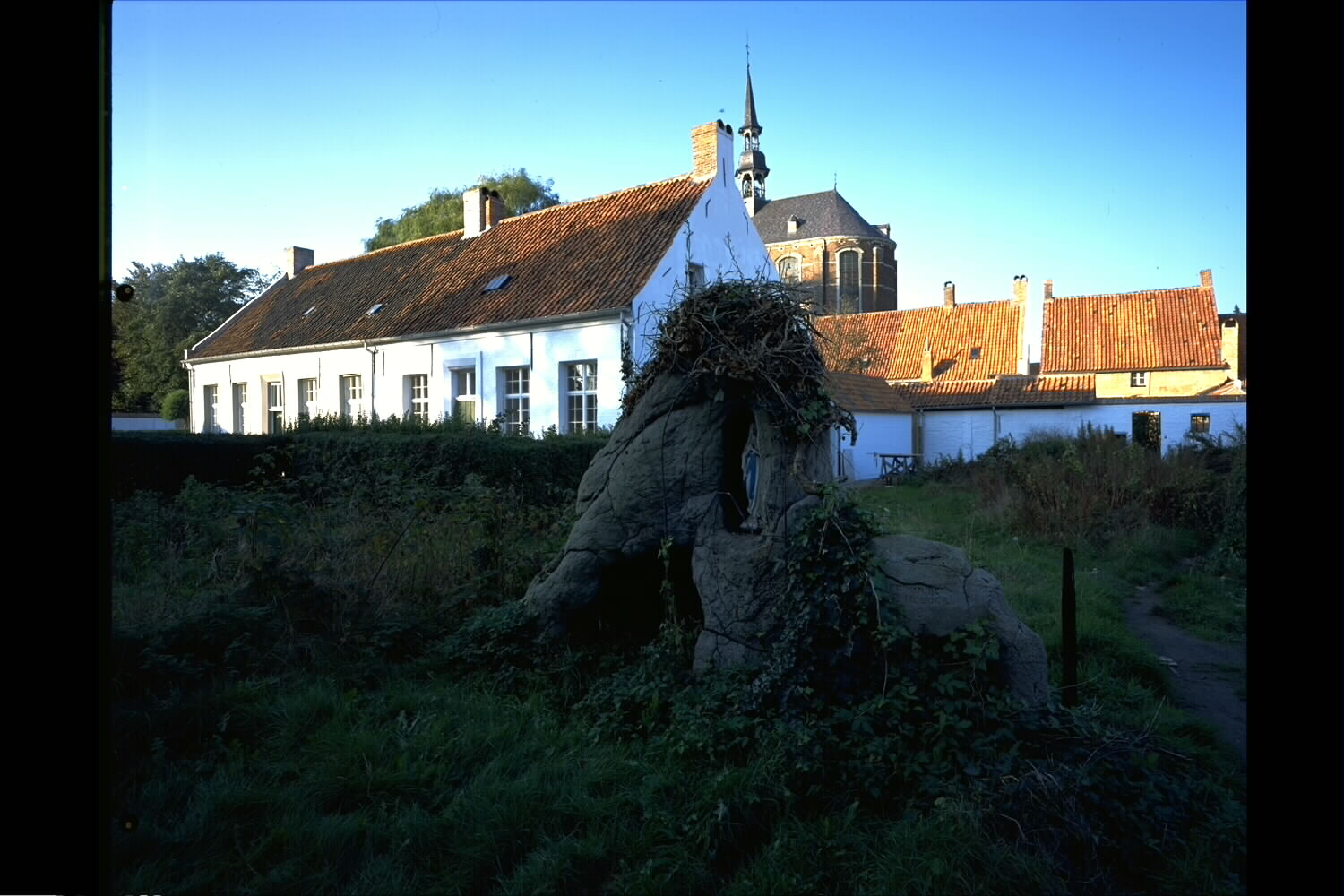
Beginenhof Hoogstraten

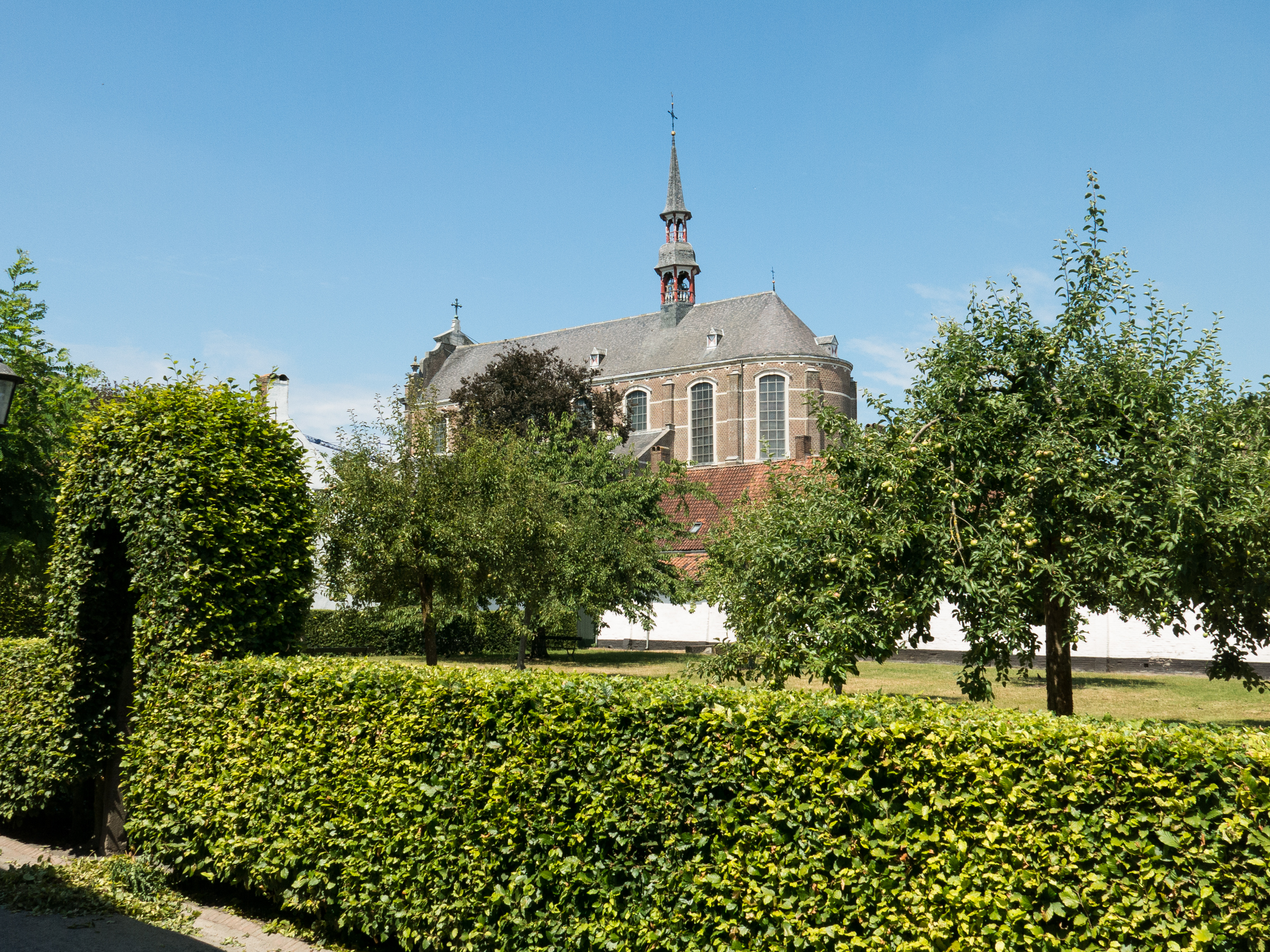
Beginenhofkirche

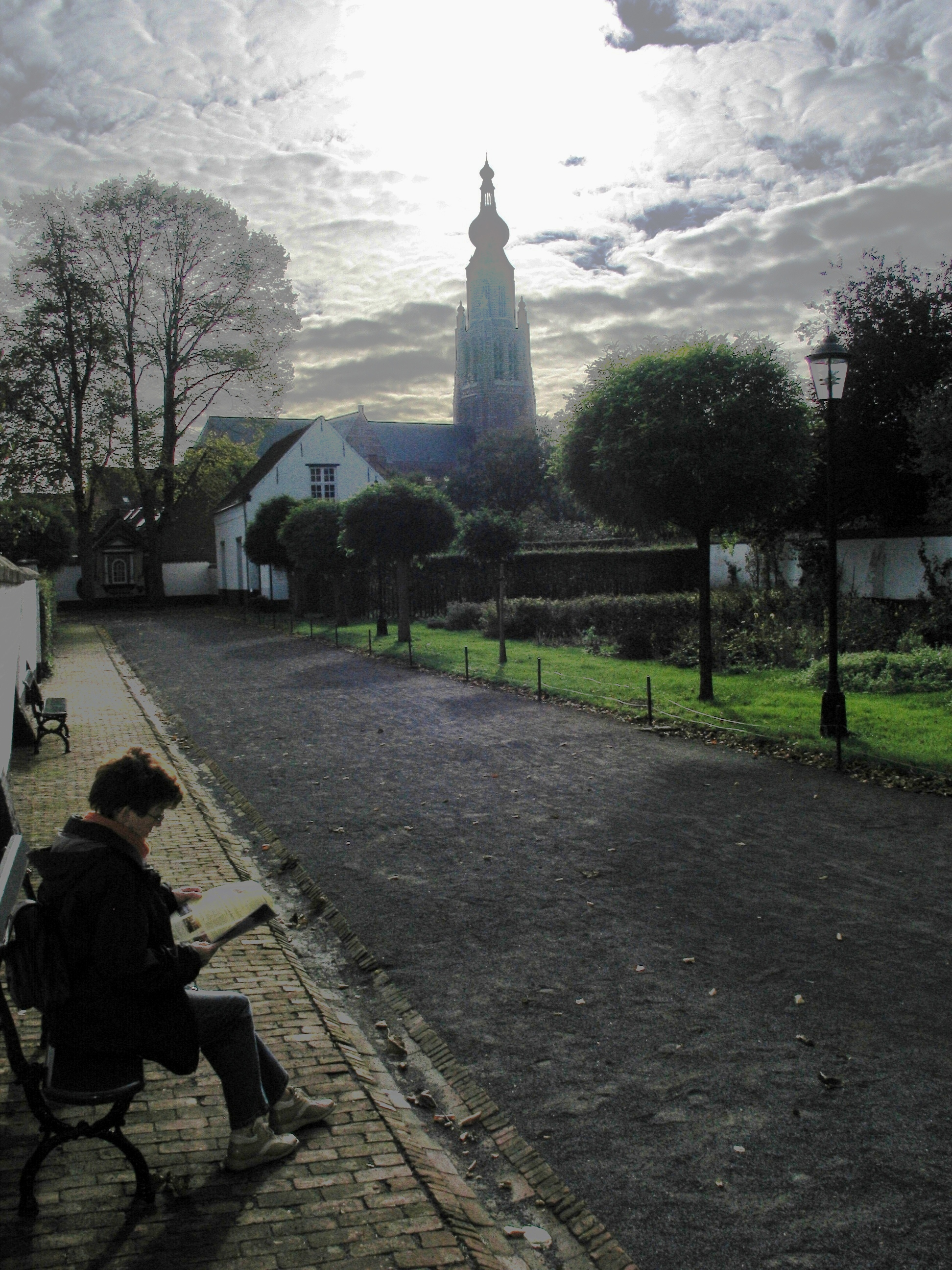
Beginenhof, im Hintergrund die Katharinenkirche

Der Beginenhof Hoogstraten (niederländisch Begijnhof Hoogstraten) ist ein langgestreckter, annähernd rechteckiger Beginenhof im belgischen Hoogstraten, der sich von der Straße Vrijheid aus nach Osten erstreckt. Zwei Häuserreihen umgeben den Platz, der von der Kirche dominiert wird, die dem Haupteingang an der Vrijheid gegenüberliegt. Eine dritte Häuserreihe, die parallel zu den ersten beiden verläuft, grenzt auf der Südseite an den Beginenhof.

## Geschichte
Die erste Erwähnung eines Beginenhofs in Hoogstraten findet sich in einer Urkunde vom 3. März 1380. In Anbetracht der Angabe „neuer Beginenhof“ kann man davon ausgehen, dass sich die Beginen kurz zuvor am heutigen Standort niedergelassen hatten.
Am 8. Juli 1381 schenkte Jan III. van Kuik, Herr von Hoogstraten, den Beginen „das volle Eigentum an der Wohnung, die sie bis dahin von den Vorfahren des besagten Herrn gegen eine jährliche Abtretung erblich besessen hatten“. Bei der erwähnten Wohnung handelte es sich um die Krankenstation, in der die Beginen ursprünglich zusammen mit anderen Frauen lebten. Er erlaubte auch den Bau einer Kapelle und eines Friedhofs. Am 16. Oktober 1382 erhielten die damals dreizehn Beginen dank der Schenkung ihrer Mitschwester Catherine van Kuik die Möglichkeit, getrennt in einem Kloster zu leben. So entwickelten sich die Krankenstation und ihre Umgebung allmählich zu einem echten Beginenhof. Im Jahr 1415 wurde der Hof vergrößert. Im Jahr 1432 war die Unabhängigkeit der Beginenpfarrei von der Hauptpfarrei eine Tatsache. Die Befreiung von Steuern und Abgaben wurde wiederholt gefordert, jedoch nicht immer mit Erfolg.
Der Beginenhof wuchs stetig bis zum Ausbruch des Achtzigjährigen Krieges (1567). Die negativen Folgen des Krieges wirkten sich auch auf den Beginenhof aus, so dass 1604 nur noch zwei Beginen in seinen Mauern lebten. Nach dem Zwölfjährigen Waffenstillstand (1609) kehrte der Frieden zurück. Im Jahr 1619 gab es zweiundachtzig Beginen; Ende des 17. Jahrhunderts war ihre Zahl auf 160 gestiegen. Die Zahl der Gebäude musste dementsprechend steigen, nämlich von 14 Häusern im Jahr 1553 auf 62 (einschließlich Kirche, Konvent, Krankenstation und Torhaus) zwischen 1626 und 1724. Diese Erweiterung wurde um 1635 durch den Anbau des ehemaligen Gerstenhofs an der Südseite des bestehenden Beginenhofs ermöglicht. Diesem „neuen Hof“ wurde wahrscheinlich 1660 auch ein neuer Platz hinzugefügt. Im Jahr 1670 wurde ein Teil des Grundstücks des Pfarrhauses angegliedert. Die Kirche wurde zwischen 1640 und 1687 erbaut. Ab der zweiten Hälfte des 18. Jahrhunderts kam es zu einem allmählichen Rückgang. Im Jahr 1768 erteilte der Bischof von Antwerpen die Erlaubnis, die leer stehenden Häuser an weltliche Personen zu vermieten. Zu dieser Zeit gab es noch neunundachtzig Beginen.
Nach der Französischen Revolution verfiel der Beginenhof. Im Jahr 1796 wurde das gesamte Vermögen beschlagnahmt. Im Jahr 1800 wurden der Hof und die Häuser an die Verwaltung der zivilen Armenhäuser übertragen, während die Kirche zu einem Heulager degradiert wurde. Am 2. Oktober 1823 wurde die Kirche (wieder) als Hilfskirche anerkannt, die von der Pfarrkirche von Hoogstraten abhängig war, 1836 als Hilfskirche. Im Jahr 1826 waren noch achtundzwanzig Beginen und neunundfünfzig Häuser registriert. Im Jahr 1832 wurden acht baufällige Häuser vor der Kirche, nördlich des Haupteingangs, abgerissen. 1899 wurde beschlossen, zehn baufällige Häuser südlich des Haupteingangs abzureißen, die zwischen 1670 und 1680 auf dem Gelände des Pfarrhauses errichtet worden waren, um den neuen Hof zu beginnen. Diese Häuser standen hakenförmig östlich des Chors bis zur Kapelle der Schmerzensmutter. Das Abbruchmaterial wurde zum Bau eines Material- oder Kalkhauses verwendet, das später als Lagerhaus oder Scheune diente und heute das Atelier des Bildhauers J. Martens beherbergt. Am 28. Oktober 1899 legte der Architekt E. Pelgrims einen Plan für den Bau von 13 neuen Häusern auf demselben Grundstück vor, der jedoch nie realisiert wurde.
Nach dem Zweiten Weltkrieg widmeten sich J. L. Stynen und J. Schellekens der Restaurierung und Erhaltung des Beginenhofs Hoogstraten. Am 13. April 1953 wurde die Kirche unter Denkmalschutz gestellt, am 27. Mai 1971 wurden der gesamte Beginenhof und das Pfarrhaus mit seinen Nebengebäuden unter Landschafts- und Denkmalschutz gestellt. Die letzte Begine starb 1972. 1979 startete der Wohlfahrtsverband OCMW ein erstes Restaurierungsprojekt, das jedoch ergebnislos blieb. Am 26. September 1984 wurde der Bezirk „Beginenhof“ als Aufwertungsgebiet anerkannt. Am 16. Mai 1988 beschloss der Gemeinderat den Kauf des Beginenhofs. Verschiedene Pachtangebote und Restaurierungsprojekte scheiterten nacheinander, während sich der Zustand des Beginenhofs weiter verschlechterte. Der Verein „Het Convent“, der am 27. Februar 1992 einen Antrag auf Wiederherstellung stellte, brachte die endgültige Lösung. Die Ziele wurden in der Satzung einer gemeinnützigen Organisation und in einem Erbpachtvertragsvorschlag festgelegt. Jedes der vierunddreißig Mitglieder des Konvents verpflichtete sich, ein Haus zu restaurieren, und gemeinsam garantierten sie die Restaurierung der gemeinsamen Teile wie der Mauer, der Pumpen und Kapellen, der Grünanlagen und die Restaurierung der Häuser mit den Hausnummern 9, 10 und 11, die der Stadtverwaltung als Museum zur Verfügung gestellt werden sollten, um unter anderem die Sammlung Alfred Ost zu beherbergen. Zur Finanzierung der gemeinsamen Teile wurde ein „Sonderfonds“ eingerichtet. Jedes Mitglied zahlte eine einmalige „Eintrittsgebühr“ und spendete einen Teil des staatlichen Zuschusses an diesen Fonds. Die Zuweisung an den Konvent erfolgte am 29. Juni 1992.
Nach den Erbpachtverträgen waren die Häuser nur zu Wohnzwecken geeignet. Man entschied sich für eine sanfte Restaurierung, bei der der eigene Charakter und die wertvollen Elemente jedes Hauses erhalten blieben, ohne das Denkmal in diesem Zustand einzufrieren. Die sorgfältige Restaurierung von authentischen Innenelementen (wie Decken und Böden, Kamine, Türen und Fenstern, Wandschränken und Waschbecken, noch vorhandenen Brunnen usw.) wurde mit der Einführung zeitgenössischer Elemente auf wohlüberlegte Weise kombiniert. Die Gesamtrestaurierung wurde von dem Architekten H. Adriaensens koordiniert. 1997 erhielt „Het Convent“ den Flämischen Denkmalpreis und 1998 den Henry Ford European Conservation Award. Am 2. Dezember 1998 wurde der Beginenhof von Hoogstraten zusammen mit zwölf anderen flämischen Beginenhöfen in die Liste des Weltkulturerbes aufgenommen. Die offizielle Einweihung des vollständig restaurierten und renovierten Beginenhofs fand am 2. Mai 1999 statt.

## Beschreibung
Der Beginenhof Hoogstraten, der im Westen von der Vrijheid und im Norden von der ’s Bosch- und Gustaaf Segersstraat begrenzt wird, ist quadratisch angelegt und besteht aus zwei von Häusern gesäumten Plätzen (dem „alten“ und dem „neuen Hof“), die vollständig von einer Backsteinmauer mit einem Haupteingang auf Höhe der Vrijheid umgeben sind. Die Häuser befinden sich auf beiden Seiten des alten Hofes (Nummern 1 bis 16 und 17 bis 27) und des neuen Hofes (Nummern 28 und 29 und 30 bis 36). Die Scheune (Nummer 38) liegt westlich der inneren Straße, die an den Seitenwänden der Nummern 27, 28 und 36 und der westlichen, um 1900 abgerissenen Häuserreihe entlangführt. Die Häuser unmittelbar links vom Eingang sind Anbauten an das Pfarrhaus. Die Kirche, die auf dem alten Gelände errichtet wurde, befindet sich gegenüber dem Haupteingang.
Die Fläche des alten Beginenhofs war etwa halb so groß wie die des heutigen Beginenhofs; im Westen grenzte er an die ehemalige Achterstraat, die Verbindung zwischen der noch bestehenden Peper- und Leemstraat parallel zur Vrijheid; eine Spur davon findet sich in der Servitutstraße, die in der Verlängerung der Peperstraat bis zum Pfarrhof verläuft. Im Süden verlief die Beginenhofmauer hinter den Torfhäusern der Nummern 17 bis 27. Der ursprüngliche Eingang befand sich in der Boschstraat, zwischen den heutigen Hausnummern 8 und 9. Die Erweiterung mit dem „neuen Hof“ stammt aus der Zeit um 1635. Im Jahr 1670 wurde ein Teil des Grundstücks des Pfarrhauses angegliedert.

## Beginenhofmauern
Im Jahr 1550 (oder 1530?) wurde die Nordmauer von Elisabeth van Culemborg umgebaut und möglicherweise erweitert. Die erste Erwähnung eines neuen Tores in De Vrijheid stammt aus dem Jahr 1533. Im Jahr 1635 wurde die nördliche Mauer um drei Fuß (ca. 1 m) vorgerückt und in westlicher Richtung verlängert. In diesem Abschnitt der Mauer wurden deutliche Spuren des ersten, heute wieder geöffneten Tores gefunden. Die alte südliche Mauer verläuft hinter den Torfhäusern Nummer 17 bis 27. Die westliche Mauer hinter dem Chor stammt aus dem Jahr 1676, siehe Jahreszahlen der gesinterten Ziegel in der Gartenmauer. Die derzeitige Trennmauer auf Höhe der Vrijheid stammt aus dem Jahr 1922 und wurde in der gleichen Linie wie die Häuser an der Ecke zur Boschstraat leicht nach hinten versetzt, jedoch in der gleichen Breite wie die bestehende Mauer ausgeführt und mit einem einfachen Eisentor versehen. Die Torsäulen werden von gusseisernen Ziervasen gekrönt. Neben dem Haupteingang an der Vrijheid und dem Eingang an der ‘s Boschstraat gibt es zwei Durchgänge zum Parkplatz in der Ostmauer. Die Backsteinmauer auf der Seite der Vrijheid ist mit sparsamen Feldern und gelben Ziegeln belebt, während die anderen Mauern des Beginenhofs zinnenbewehrt und mit Strebepfeilern oder Türstürzen verstärkt sind.
An der östlichen Rückwand des alten Hofes befindet sich die St. Josephs-Kapelle aus dem frühen 18. Jahrhundert, die als bemalter barocker Vorbau mit dorischen Säulen unter einem dreieckigen Giebel konzipiert ist. Hinter der verglasten Rundbogennische befindet sich eine weiß gestrichene Terrakottastatue, und die Kapelle wird von gekappten Linden flankiert.
An der Südwand des neuen Hofes befindet sich eine kleine Kapelle zu Ehren der Schmerzensmutter, ebenfalls aus dem frühen 18. Jahrhundert, die von zwei alten Linden flankiert wird. Der traufständige Giebel, an dem ein barocker Vorbaualtar (Gebälk mit ionischen Säulen unter einem Dreiecksgiebel) in Polychromie gehalten ist, hat eine gerahmte, verglaste Bogennische mit einer polychromen Holzstatue der Muttergottes aus dem 19. Jahrhundert, die anstelle der im Mai 1996 gestohlenen Originalstatue aufgestellt wurde.

## Plätze
Eine von Linden gesäumte Allee verbindet den Haupteingang zur Vrijheid mit der Kirche. Hinter der Kirche (im Osten) und im Süden, im Zentrum des neueren Erweiterungsbaus, befinden sich Plätze, die als „Tribünen“ angelegt und mit Buchen- und Buchsbaumhecken eingefasst sind. Auf dem Platz hinter dem Chor der Kirche stehen acht sehr alte Eiben und einige Baumstämme, die das Kirchenschiff flankieren. Im neuen Innenhof wurden junge Hochstamm-Obstbäume und Quitten gepflanzt. Die Straßen sind leicht mit ternärem Sand gepflastert, die schmalen Bürgersteige entlang der Häuser sind aus Ziegeln gebaut. Neben der Sakristei befindet sich der alte Hof mit einem gemauerten Brunnen mit einem hölzernen Schachtdeckel und einer monumentalen Pumpe aus Blaustein aus dem 17. Jahrhundert. Im neuen Hof stehen die Blausteinpumpe aus dem 17. Jahrhundert vor den Hausnummern 28–29 und eine Lourdesgrotte mit der Inschrift: „Geschenk von S.E. Mutter Oberin G. Wallebroek 19-8-1937“.

## Beginenhäuser
Dank akribischer archivarischer, bauarchäologischer und physikalischer Untersuchungen konnten die wichtigsten Bauphasen der Beginenhäuser identifiziert werden. Ab dem Oudhuis (dem heutigen Convent) wurden im Westen und Osten weitere Häuser hinzugefügt. Von der Bautätigkeit des 14. oder 15. Jahrhunderts ist nur noch wenig zu erkennen. Der Beginenhof wurde von vier großen Bränden heimgesucht (1506, 1559 und zweimal 1563), bei denen zahlreiche Häuser sowie das Hofbuch (1506) und viele alte Schriften zerstört wurden. Von den heute noch stehenden Häusern stammen acht größtenteils aus dem 16. Jahrhundert, die meisten wurden im zweiten Viertel und in der zweiten Hälfte des 17. Jahrhunderts erbaut und vier stammen aus dem ersten und dritten Viertel des 18. Jahrhunderts. Die ersten Häuser waren mit Stroh gedeckte Fachwerkbauten. Nummer 7 ist ein charakteristisches Modell dieses Typs. Spuren der ursprünglichen Fachwerkkonstruktion wurden zwischen den Nummern 19 und 20, 25 und 26 sowie im Konvent (Nummer 9) gefunden. Im 17. Jahrhundert erhielt der Beginenhof in etwa das Aussehen, das wir heute kennen. Die bestehenden Häuser waren mit Stein verblendet, die neuen wurden aus Ziegeln gebaut, mit in den Fassaden verankerten Balken. Die meist traufständigen Satteldächer (First parallel zu den inneren Straßen) wurden mit flämischen Ziegeln, anfangs auch mit Schiefer gedeckt. Später wurden sie verputzt oder gekalkt und weiß gestrichen, um die zahlreichen Renovierungsspuren zu verdecken, und die Sockelleisten wurden entfernt. Überwiegend sind später angepasste rechteckige Wandöffnungen vorhanden. Die sorgfältig restaurierten oder rekonstruierten Holzarbeiten nach altem Vorbild zeigen in der Regel weiß gestrichene Fenster, grau gestrichene Türstürze und/oder Rahmen, dunkelgrüne Türen, Fensterrahmen und Fensterläden.
Ein großer Teil der Wohnungen auf dem alten Hof hat eine ähnliche Entwicklung in Bezug auf Grundriss und Ausbau durchgemacht. Die heutige Innenwand, die parallel zur vorderen Fassade verläuft, war ursprünglich die hintere Fassade. Ursprünglich hatten die Häuser nur zwei kleine Zimmer und einen Dachboden, der über eine Leiter erreichbar war. Später wurde der hintere Dachbereich erhöht und verlängert, um eine Küche, einen Keller mit einem darüber liegenden Raum und eine Treppe zum Dachboden unterzubringen.